# Хатчисон, Анна
А́нна Ха́тчисон (англ. Anna Hutchison; род. 8 февраля 1986, Окленд) — новозеландская актриса, наиболее известная по ролям Делфи Гринлоу в «Шортланд-стрит» (2002—04); Лили Чилман в «Могучих рейнджерах: Ярости джунглей» (2008); Эллисон Дайн во втором сезоне «Тёмной стороны» (2009); Эми Смарт в «Вперёд, девочки» (2009—12); Джулс Лоуден в «Хижине в лесу» (2012); Лаэты в «Спартаке: Войне проклятых» (2013) и Саши в «Управлении гневом» (2013—14) «Возмездие: История любви» (2017).

## Карьера
Карьера Хатчисон началась с новозеландской мыльной оперы «Шортланд-стрит» и продолжилась в американском сериале «Могучие рейнджеры: Ярость джунглей». Она также сыграла Эллисон Дайн, подругу преступника Терри Кларка во втором сезоне австралийского телесериала «Тёмная сторона», также известного как «Криминальная Австралия: История мистера Азии», и Эми Смарт в новозеландском комедийно-драматическом телесериале «Вперёд, девочки». В 2012 году, она снялась в ужастике Джосса Уидона и Дрю Годдарда «Хижина в лесу».
13 апреля 2012 года было объявлено, что Хатчисон присоединится к актёрскому составу сериала «Спартак» в третьем сезоне в 2013 году, в роли Лаэты, римской пленницы Спартака.

## Фильмография
| Год  | Название                  | Роль         | Примечания      |
| ---- | ------------------------- | ------------ | --------------- |
| 2006 | «Потерянный»              | Эмма         | Короткометражка |
| 2012 | «Хижина в лесу»           | Джулс Лоуден |                 |
| 2012 | «Гниющий холм»            | Лиззи        | Короткометражка |
| 2013 | «Ослепляющий»             | Роуз Уолтон  |                 |
| 2015 | «Долг»                    | Сара Уильямс |                 |
| 2015 | «Вредитель»               | Эмили        |                 |
| 2015 | «Ещё один мальчишник»     | Кайла        |                 |
| 2015 | «Сахарная гора»           | Энджи Миллер |                 |
| 2016 | «Подъедь»                 | Лиза         | Короткометражка |
| 2017 | Месть: История любви      | Тина         |                 |
| 2019 | Игрища Престолов          | Карсей       |                 |
| 2019 | Роберт — король Шотландии | вдова Мораг  |                 |

| Год     | Название                             | Роль                          | Примечания                     |
| ------- | ------------------------------------ | ----------------------------- | ------------------------------ |
| 2002–04 | «Шортланд-стрит»                     | Делфи Гринолоу                | Главная роль                   |
| 2006    | «Венди Ву: Королева в бою»           | Лиза                          | Disney Channel Original Movie  |
| 2008    | «Могучие рейнджеры: Ярость джунглей» | Лили Чилман / жёлтый рейнджер | Главная роль, 32 эпизода       |
| 2008    | «Легенда об Искателе»                | Бронвин                       | Эпизод: "Identity"             |
| 2009    | «Тёмная сторона»                     | Эллисон Дайн                  | Главная роль, 13 эпизодов      |
| 2009–12 | «Вперёд, девочки»                    | Эми Смарт                     | Главная роль, 37 эпизодов      |
| 2011    | «Морской патруль»                    | Джоди                         | Эпизод: "The Hunted"           |
| 2011    | «Отчаянные парни»                    | Эмилия Файф                   | Главная роль, 10 эпизодов      |
| 2011    | «Паника на Рок-Айленде»              | В. Дж. Пилли                  | Телефильм                      |
| 2013    | «Спартак: Война проклятых»           | Лаэта                         | Главная роль, 10 эпизодов      |
| 2014    | «Изумление Окленда»                  | Анна                          | Эпизод: 2.5                    |
| 2013–14 | «Управление гневом»                  | Саша                          | Повторяющаяся роль, 6 эпизодов |

## Награды
| Год  | Премия                                                                                  | Фильм            | Результат |
| ---- | --------------------------------------------------------------------------------------- | ---------------- | --------- |
| 2004 | Премия кино и телевидения Новой Зеландии за лучшего несовершенного актёра в телесериале | «Шортланд-стрит» | Номинация |
| 2004 | TV Guide Best on the Box People's Choice Award for Rising Star                          | «Шортленд-Стрит» | Победа    |
| 2004 | TV Guide Best on the Box People's Choice Award for Best Actress                         | «Шортленд-Стрит» | Номинация |
| 2005 | TV Guide Best on the Box People's Choice Award for Best Actress                         | «Шортленд-Стрит» | Номинация |
| 2006 | Премия кино Новой Зеландии за лучшее выступление в короткометражном фильме              | «Потерянный»     | Номинация |
| 2010 | Премия «Логи» за самый выдающийся новый талант                                          | «Тёмная сторона» | Номинация |